# 영원한 유대인
《영원한 유대인》(Der ewige Jude)은 1940년 독일에서 개봉한 다큐멘터리 영화로, 반유대주의 및 나치 선전을 담고 있다. 제목은 유럽의 중세 민담에서 널리 보이는 설화인 "방황하는 유대인"의 독일어식 표현이기도 하다. 영화는 나치 독일의 선전선동부 장관 요제프 괴벨스의 지원으로 프리츠 히플러(Fritz Hippler)가 감독을 맡아 제작되었다. 에버하르트 타우베르트(Eberhard Taubert)가 각본을 맡고 해리 기제(Harry Giese)가 내레이션을 맡은 이 영화는 장편 및 다큐멘터리 영상에 더하여 나치 독일의 폴란드 점령 직후에 (당시 폴란드 인구의 10%를 차지하던) 현지 유대인들을 촬영한 자료가 결합되어 구성되었다.

## 반응
1940년 11월 28일 베를린에서 초연되었으며 영화에 앞서 다큐멘터리 단편 《독일 동부》와 루트비히 판 베토벤의 에그몬트 연주가 공연되었다. 영화는 상업적으로 실패하여 2주만에 대부분의 극장에서 상영이 종료되었다. 조금 더 일찍 개봉되어 마찬가지로 반유대주의적 의도를 담은 《유대인 쥐스》(Jud Süß)가 흥행에 성공한 것과는 대조되었다. 결국 영화는 대중보다는 히틀러 유겐트나 슈츠슈타펠과 같은 나치당 조직을 대상으로 주로 상영되었다.

## 같이 보기
- 나치 독일의 선전
- 영원한 유대인 (전시회)
- 《국제유대인》
- 시온 장로 의정서